# Кандерштег
Кандерштег (нем. Kandersteg) — коммуна в Швейцарии, в кантоне Берн, недалеко от перевалов Геммипасс и Лёченпасс.
Входит в состав округа Фрутиген. Население составляет 1308 человек (на 31 декабря 2023 года). Официальный код — 0565.

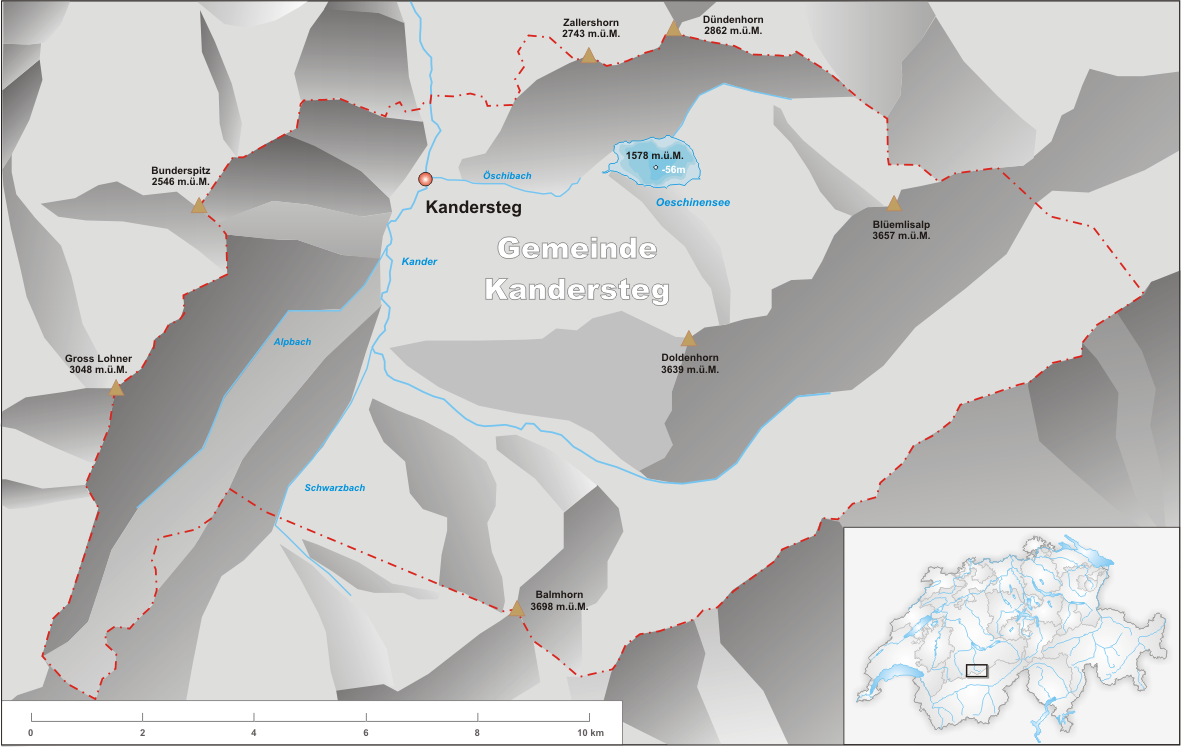
Кандерштег

## География
Кандерштег расположен в конце Кандерской долины на высоте 1174 м над уровнем моря. В общине на площади 134,58 км2 живут примерно 1230 человек. Кандерштег является четвёртой по величине общиной в кантоне Берн, однако только 30% площади пригодны для проживания из-за высокогорного расположения. Наибольшая высота на площади общины — Балмхорн (3698 м), наименьшая — Буль (1150 м).

## Население
| Численность населения | Численность населения | Численность населения | Численность населения | Численность населения | Численность населения | Численность населения | Численность населения | Численность населения | Численность населения | Численность населения | Численность населения | Численность населения | Численность населения | Численность населения | Численность населения |
| --------------------- | --------------------- | --------------------- | --------------------- | --------------------- | --------------------- | --------------------- | --------------------- | --------------------- | --------------------- | --------------------- | --------------------- | --------------------- | --------------------- | --------------------- | --------------------- |
| Год                   | 1764                  | 1799                  | 1818                  | 1880                  | 1900                  | 1920                  | 1940                  | 1950                  | 1970                  | 1980                  | 1990                  | 2000                  | 2010                  | 2015                  | 2023                  |
| Население             | 197                   | 244                   | 206                   | 406                   | 445                   | 777                   | 835                   | 913                   | 957                   | 959                   | 1062                  | 1131                  | 1273                  | 1328                  | 1308                  |

### Языки
Жители общины говорят на немецком с диалектом Бернского нагорья с опорами на валеский диалект.

### Конфессии
- Реформатство — 88,50 %
- Римско-католическая церковь — 11,50 %

## Политика
Законодательная власть: проводимое два раза в год собрание депутатов общины во главе с бургомистром.
Исполнительная власть: муниципальный совет с семью общественными членами, включая президента муниципалитета.
Доли голосов партий в выборах Национального совета в 2011 году составляли: ШНП 34,9 %, КДПШ 32,1 %, СДПШ 11,7 %, СДПЛ 6,6 %, ЗПШ 4,4 %, ЗЛПШ 4,3 %, ШД 1,5 %, ФДСШ 1,4 %, ЕНПШ 1,1 %, ХДНПШ 0,6 %.

## Экономика
Экономика Кандерштега зависит от туризма. Наряду с туристическими, в общине есть сельскохозяйственные, строительные и транспортные предприятия. Трудящиеся заняты в следующих секторах: услуги (74%), строительство и торговля (21%), сельское и лесное хозяйство(5 %).